# FM 구마모토

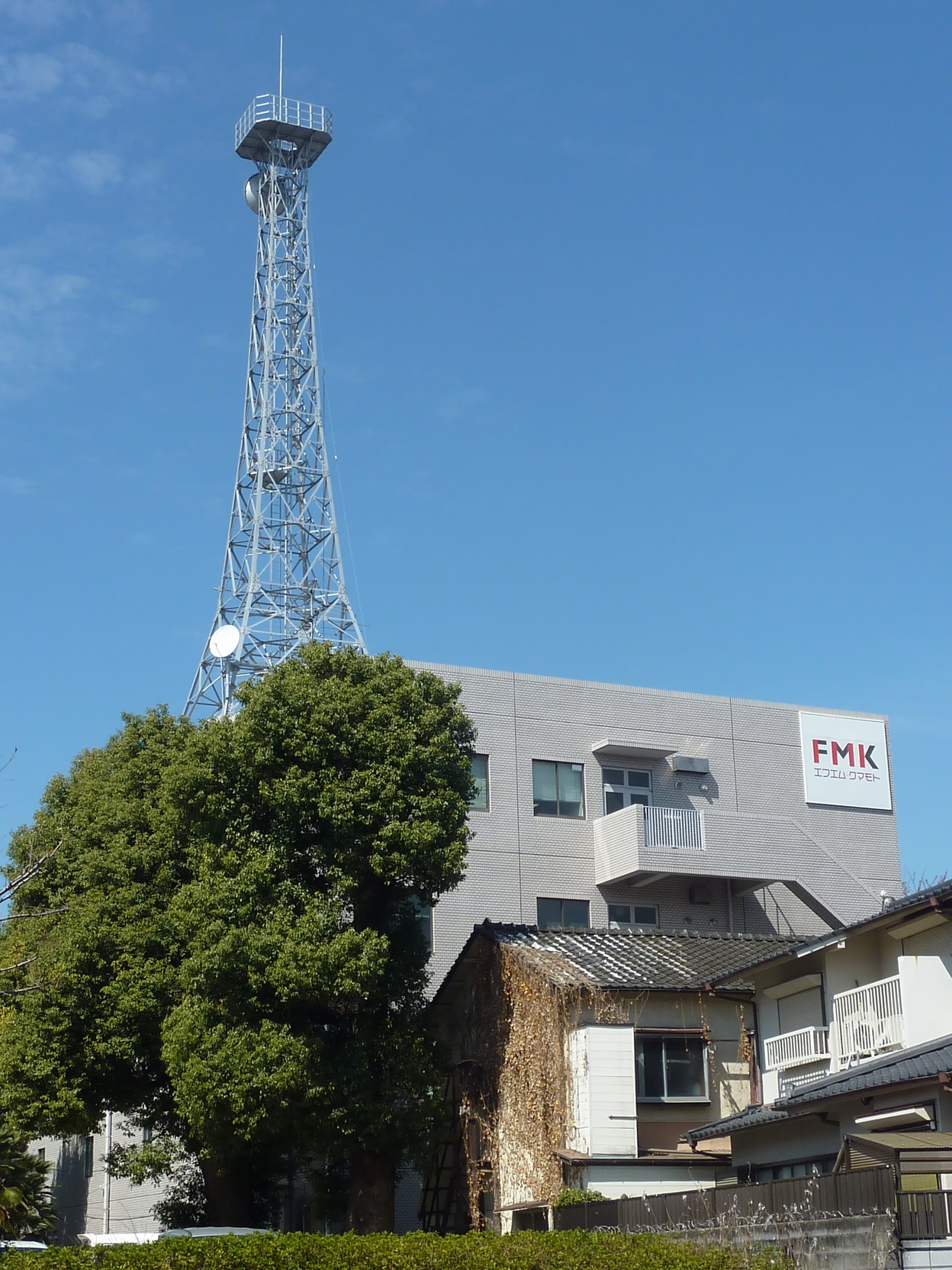
FM 구마모토

FM구마모토는 일본의 FM라디오 방송국으로 구마모토현에서 방송을 실시하고 있다.
JFN에 가맹했으며 애칭은 FMK, 콜사인은 JOSU-FM이다.

## 개요
- 개국 당시 사용한 회사명은 FM나카규슈였는데 이는 방송국이 개국하기 전 이미 FM 구마모토라는 영상제작업체가 상표권을 등록했기 때문이다.
  - 그 후 상표권 문제가 해결돼서 2005년 4월 1일 현재의 회사명으로 바꾸었다.

## 연혁
- 1985년 4월 1일 - 주식회사 FM나카규슈로서 회사설립.
- 1985년 11월 1일 - 일본 19번째 민영 FM라디오 방송국으로서 방송 개시.
- 2005년 4월 1일 - 회사명을 주식회사 FM구마모토로 변경.
- 2005년 11월 1일 - 개국 20주년을 맞이한다.

## 주파수
| 방송국·중계국     | 주파수  | 출력 |
| ----------------- | ------- | ---- |
| 구마모토 방송국   | 77.4MHz | 1kW  |
| 아소 중계국       | 81.3MHz | 3w   |
| 미나미아소 중계국 | 76.8MHz | 10w  |
| 오구니 중계국     | 80.4MHz | 10w  |
| 히토요시 중계국   | 82.0MHz | 50w  |
| 이쓰키 중계국     | 81.3MHz | 10w  |
| 고쇼우라 중계국   | 78.4MHz | 100w |
| 우시부카 중계국   | 76.9MHz | 10w  |

## 구마모토현에 있는 다른 텔레비전·라디오 방송국
- NHK 구마모토 방송국
- 구마모토 방송(RKK)(TV는 도쿄 방송 계열국, 라디오는 JRN&NRN계열국)
- 구마모토현민 TV(KKT)(니혼 TV계열)
- 구마모토 아사히 방송(KAB)(TV 아사히계열)
- TV 구마모토(TKU)(후지 TV 계열)